# Моцкарой
Моцкарой или Моцарой (чечен. Моцкъара) — село в Итум-Калинском районе Чеченской Республики. Административный центр Моцкаройского сельского поселения.

## География
Село расположено у слияния рек Бара и Никорой, к северо-западу от районного центра Итум-Кали. На 2010-е годы, как видно по спутниковым снимкам, историческая часть села (аул) была полностью разрушена.
К северо-востоку от руин села имеется башенный комплекс Моцарой (Моцкарой; 42°47′07″ с. ш. 45°23′25″ в. д.).

## История

### Период выселения
В 1944 году коренное население ЧИ АССР было выселено. После восстановления ЧИ АССР чеченцам было запрещено возвращаться в свои исконные районы: Галанчожский, Шатойский и Итум-Калинский.

## Население
| 2010 |
| ---- |
| 86   |